# التدخل الإيراني في العراق (2014–الآن)
بعد هجوم الجماعات الارهابية "داعش" على شمال العراق صيف سنة 2014 .بدأت إيران بتقديم المساعدة لمواجهة تقدم الارهابيين.حيث شنت إيران غارات جوية على مواقع داعش وارسلت جنوداً مقاتلين ومستشارين عسكريين للحكومة العراقية .وعلى الرغم من أنكار إيران استخدام القوة في العراق الا إنها نشرت صورة واحدة على الأقل لقائد فيلق القدس على أرض المعركة في العراق."

## التدخل

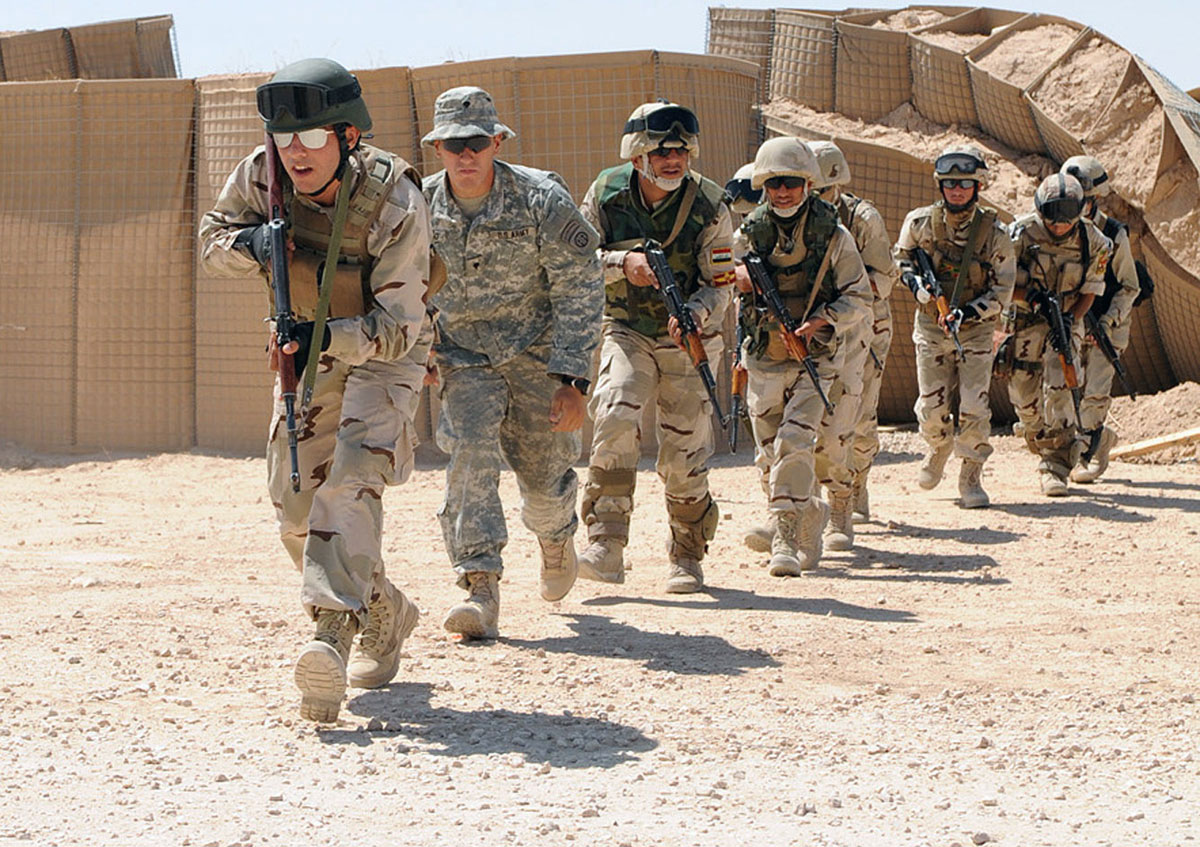
تدريب قوات الكوماندوز العراقية تحت إشراف جنود من الفرقة 82 المحمولة جواً الأمريكية، عام 2011.

تهدف سياسة التدخل الإيراني في العراق إلى إبقاء حلفائها من الأحزاب الإسلامية في السلطة وحماية حدودها .

### الاستراتيجية والتكتيك
تحاول إيران الحد من تدخلها العلني في العراق كإستراتيجية لمنع الأستقطاب الطائفي وإستعداء الأقلية السنية ,وخلق ردود فعل معادية لإيران بين العراقيين, أو تعميق التوتر الطائفي .
معظم المساعدة الإيرانية تاتي بشكل مساعدة تقنية مثل أشتراك قوة جوية و الدعم الجوي.صرح العقيد مسعود جزائري (من الأفضل أن تساعد إيران العراق من خلال نقل تجاربها الناجحة في الدفاع الشعبي وهذا يتضمن تعبئة جميع المجموعات العرقية) ."
تعتقد إيران إن وحدة الحركات الإسلامية الموالية لها ضرورية في الحرب ضد الدولة الإسلامية.في يوم 15 أيلول/ سبتمبر 2014 عبر آية الله علي خامنئي عن ثقته بقدرة الجيش والشعب العراقي في وقف تقدم مقاتلي الدولة الإسلامية .

### الخط الزمني

#### حزيران2014
في يونية حزيران نشرت إيران حوالي 500 جندي من الحرس الثوري (فيلق القدس) في العراق . في سامراء , بغداد , كربلاء وفي معسكر سبايكر . كما بدأت إيران في أوائل الصيف شحن كميات من الإسلحة والذخائر إلى قوات البيشمركة في شمال العراق بنائاً على طلب حكومة أقليم كردستان.
13 حزيران تمكنت القوات العراقية المدعومة بقوة من فيلق القدس من السيطرة على بلدة الضلوعية في محافظة صلاح الدين ,
في هذه الأثناء وصل قاسم سليماني إلى بغداد حيث يُعتقد أنه يقود العمليات العراقية ضد الدولة الإسلامية .
في 19 يونية حزيران هاجم مقاتلي الدولة الإسلامية حرس الحدود الإيرانيين قرب مدينة قصر شيرين الحدودية.
مع نهاية الشهر أسست إيران مركز قيادة خاصة في مطار الرشيد العسكري في بغداد وطيرت هذه القوة سرب من طائرات أبابيل الإستطلاعية فوق العراق .وطبقاً لتقارير صحفية نُشرت وحدات من إستخبارات الإشارة في المطار لإعتراض الاتصالات بين مقاتلي الدولة الإسلامية وقادتهم .

#### تموز 2014
بين 30 يونية حزيران و 1 يولية تموز أرسلت إيران سبع طائرات سو-25 إلى مطار الرشيد العسكري ولاحقاً إلى مطار المثنى . وتُدار الطائرات من قبل طواقم عراقية -إيرانية متدربة في إيران .

#### اب 2014
بين 31 آب أغسطس و 1 أيلول شن الجيش العراقي مدعوماً بميليشيات شيعية مثل  كتائب حزب الله وعصائب أهل الحق هجوماً ناجحاً لفك حصار عن مدينة آمرلي .دعمت الطائرات الأمريكية الهجوم بنائاً على طلب الجيش العراقي كما ورد في بيان القيادة المركزية الأمريكية .

#### أيلول 2014
أعلنت إيران عن إعتقال مواطنين أفغان وباكستانيين أثناء محاولتهم عبور الحدود الإيرانية-العراقية للإلتحاق بمقاتلي الدولة الإسلامية .

#### تشرين الأول 2014
في هذا الشهر وقعت عملية عاشوراء التي أسفرت عن تطهير منطقة جرف النصر من مسلحي الدولة الإسلامية وشارك في العملية الجيش العراقي والشرطة الإتحادية و قوات الحشد الشعبي المدعومة من إيران ولعبت دوراً هاماً في هذه العملية ويقال أن الجنرال الإيراني قاسم سليماني كان حاضراً على أرض المعركة وأشرف على عملية «عاشوراء» لطرد المتشدّدين من «جرف الصخر» في جنوب بغداد .
في أواخر شهر أيلول/سبتمبر هدد الجنرال الإيراني (أحمد رضا بوردستان) بالهجوم عميقاً داخل الأراضي العراقية إذا لزم الأمر لإبعاد مقاتلي تنظيم داعش الارهابي  عن الحدود الإيرانية.

## اقرأ ايضاً
- القوة البرية العراقية
- المؤتمرات الدولية للسلام والأمن في العراق 2014